# Festival RTP da Canção 1975
O XII Grande Prémio TV da Canção 1975 foi o décimo-segundo Festival RTP da Canção, e teve lugar no dia 15 de fevereiro de 1975, no Teatro Maria Matos, em Lisboa.
Num espectáculo apresentado por Maria Elisa Domingues e José Nuno Martins, a canção vencedora seria "Madrugada", cantada pelo Capitão Duarte Mendes. Os votos foram muito equilibrados, mas talvez a "toada" revolucionária da canção tenha pesado na decisão final dos júris, numa altura em que a liberdade estava nas ruas e se falava do que se queria, como se queria, com quem se queria, onde se queria.
O 25 de Abril trouxe mudanças não apenas no cenário político, mas também no do espetáculo. As pessoas apresentavam-se em frente dos ecrãs de forma informal e descontraída, e este ano trouxe ao Festival a presença dos júris no estúdio. Uma outra curiosidade foi o total despojamento de tudo o que era decoração considerada supérflua. Ou seja, havia apenas o estúdio, os júris, os apresentadores e os técnicos, tudo num ambiente muito "vazio", como se a nova era de liberdade significasse que ser-se pela revolução implicasse libertar-se de tudo o que pudesse estar ligado ao "fausto" da elite da ditadura. 

## Festival
O XII Grande Prémio TV da Canção Portuguesa 1975 foi o primeiro que não passou pelo crivo da censura ou Comissão de Exame Prévio, como o regime preferiu designar os censores nos últimos anos da ditadura.
Em 1975 vivia-se em Portugal um clima altamente revolucionário, era a época do PREC, por este motivo o alto teor político das 10 canções a concurso.
Neste ano a RTP, face à escassez de tempo para abrir o concurso a todos os compositores e também pela preocupação de trazer alguma qualidade ao evento (foi este o argumento usado), optou por convidar 14 compositores (aqueles que mais se tinham destacado nos últimos trabalhos realizados. Destes 14 compositores 10 aceitaram concorrer, sendo da sua responsabilidade a escolha dos respetivos autores da letra e dos intérpretes.
Os compositores que aceitaram concorrer foram os seguintes:
Pedro Osório, José Luís Tinoco, Paco Bandeira, José Niza, Sérgio Godinho, Pedro Jordão, Rita Olivaes, Fernando Guerra, José Mário Branco e Nuno Nazareth Fernandes.
Zeca Afonso e Adriano Correia de Oliveira recusaram o convite por se encontrarem em Angola, enquanto Fernando Tordo e José Calvário alegaram não terem nada pronto para concorrerem. Os grandes ausentes foram também Ary dos Santos como autor e Tonicha como intérprete.
A votação foi da responsabilidade dos autores e compositores a concurso. Assim, os autores das letras das 10 canções fizeram uma votação e os compositores outra. Somadas as pontuações obtidas por cada canção, nos parâmetros letra e música, foi encontrada a canção vencedora: Madrugada com letra e música de José Luís Tinoco e interpretada pelo capitão de Abril, Duarte Mendes. 
Após a votação, os jurados que pretendessem podiam, num minuto, explicar as suas intenções de voto. Apenas Nuno Nazareth Fernandes e José Mário Branco (este último juntamente com um membro do Grupo de Ação Cultural) fizeram declaração de voto. Sabe-se que o primeiro não atribuiu a pontuação máxima a nenhuma das canções, já o segundo atribuiu 1 ponto a todas as canções concorrentes.
A transmissão deste festival também foi diferente: a RTP gravou as atuações das 10 canções, apresentadas ao público no Teatro Maria Matos, e transmitiu-as em diferido a 14 de fevereiro às 13h na RTP1 e às 21h na RTP2. No dia seguinte, sábado, a gravação das canções voltou a passar nos ecrãs, seguindo-se a votação, esta já em direto, que revelou a vontade dos autores e compositores. Um festival muito diferente do habitual.
| #   | Artista                      | Canção                       | Letra (l) / Música (m)                            | Pontuação | Classificação |
| --- | ---------------------------- | ---------------------------- | ------------------------------------------------- | --------- | ------------- |
| 1º  | Fernando Girão e Jorge Palma | "Pecado (do) capital"        | Pedro Osório e Jorge Palma (m & l)                | 7º        | 33            |
| 2º  | Duarte Mendes                | "Madrugada"                  | José Luís Tinoco (m & l)                          | 1º        | 61            |
| 3º  | Paco Bandeira                | "Batalha-povo"               | Paco Bandeira (m), César de Oliveira (l)          | 6º        | 41            |
| 4º  | Paulo de Carvalho            | "Com uma arma, com uma flor" | José Niza (m & l)                                 | 3º        | 53            |
| 5º  | Carlos Cavalheiro            | "A boca do lobo"             | Sérgio Godinho (m & l)                            | 2º        | 59            |
| 6º  | Fernando Gaspar              | "Leilão de lata"             | Pedro Jordão (m & l)                              | 10º       | 22            |
| 7º  | Victor Leitão                | "Canção acesa"               | Rita Olivaes (m & l)                              | 9º        | 30            |
| 8º  | Paulo de Carvalho            | "Memória"                    | Fernando Guerra (m & l)                           | 4º        | 47            |
| 9º  | José Mário Branco            | "Alerta"                     | José Mário Branco (m), Grupo de Ação Cultural (l) | 5º        | 42            |
| 10º | Jorge Palma                  | "Viagem"                     | Nuno Nazareth Fernandes (m), Gisela Branco (l)    | 8º        | 31            |

### Resultados
A RTP decidiu alterar o método de votação do festival, que até então coube ao tradicional júri distrital. De facto, nesta edição a votação coube a um júri constituído por todos os autores e compositores das 10 canções a concurso, presidido pelo diretor de programas da RTP que só intervia em caso de empate. Cada um dos letristas e compositores pontuou todas as suas canções adversárias de 1 a 5 pontos, revelando a sua votação quando o seu respetivo grupo (dos letristas ou dos compositores) fosse chamado a votar. Somadas as votações totais dos letristas e as dos compositores, a canção com o maior número de votos seria declarada a vencedora. Eis os resultados no seu todo:
| Júri         | Canções Pontuadas | Canções Pontuadas | Canções Pontuadas | Canções Pontuadas | Canções Pontuadas | Canções Pontuadas | Canções Pontuadas | Canções Pontuadas | Canções Pontuadas | Canções Pontuadas |
| ------------ | ----------------- | ----------------- | ----------------- | ----------------- | ----------------- | ----------------- | ----------------- | ----------------- | ----------------- | ----------------- |
| Júri         | 1                 | 2                 | 3                 | 4                 | 5                 | 6                 | 7                 | 8                 | 9                 | 10                |
| Compositores | 16                | 30                | 21                | 27                | 28                | 11                | 17                | 26                | 21                | 17                |
| Autores      | 17                | 31                | 20                | 26                | 31                | 11                | 13                | 21                | 21                | 14                |
| Total        | 33                | 61                | 41                | 53                | 59                | 22                | 30                | 47                | 42                | 31                |
| Lugar        | 7º                | 1º                | 6º                | 3º                | 2º                | 10º               | 9º                | 4º                | 5º                | 8º                |
| Júri         | 1                 | 2                 | 3                 | 4                 | 5                 | 6                 | 7                 | 8                 | 9                 | 10                |
| Júri         | Canções Pontuadas |                   |                   |                   |                   |                   |                   |                   |                   |                   |